# Karim Ziad
Karim Ziad né en 1966 à Alger, en Algérie,, est un batteur, chanteur et compositeur algérien de world music, de jazz et de pop.

## Biographie
Il commence à jouer de la musique aux environs de l'âge de 4 à 5 ans et était membre, avec le guitariste, Khliff Miziallaoua, de Khindjar, un groupe de hard rock à Alger, formation par laquelle passeront également le batteur Nasser Menia et le guitariste Sami Ben M’hidi, puis, avec le pianiste Mustapha Mataoui, dans Sweet Jazz. Ces deux groupes passeront en 1987 à la salle Ibn Zeydoun, une importante salle de concert d'Alger.
Il commence à jouer pour les mariages, ce qui lui permet de payer ses études universitaires en biologie et part à Paris, en France, en 1988, où il s'inscrit au conservatoire, à l'École supérieure de batterie Emmanuel Boursault. Il est principalement influencé par Chick Corea et Keith Jarrett.
En France, il joue avec Jeff Gardner, Khaled, Safy Boutella, ainsi qu'avec Khliff Miziallaoua et Youcef Boukella de l'Orchestre national de Barbès, huit ans avec Cheb Mami, et en 1999 fait une tournée de 150 concerts avec Joe Zawinul, puis avec Nguyên Lê dans Maghreb & Friends.
Il forme le groupe Ifrikya avec qui il enregistre un album éponyme en 2001. On retrouve sur cet album, Nguyên Lê, Bojan Zulfikarpasic au piano, Michel Alibo à la guitare basse et Jean-Philippe Rykiel aux claviers. Karim Ziad s'y mêle aux rythmes gnaoua, dont il est un grand défenseur de la culture, du mâalem Abdelkebir Merchane de Marrakech et à la flûte peule d’Aly Wagué.
En 2001, il devient directeur artistique, aux côtés de Abdeslam Alikane du Festival d'Essaouira Gnaoua - Musiques du monde.
En juin 2006, il participe au festival « Boulevard de jeunes musiciens », à Casablanca, au Maroc
En 2009, il joue avec le groupe Ifrikya, au Trafó, à Budapest, en Hongrie.
Il joue en trio dans une tournée internationale depuis 2015 avec Amazigh Kateb et Ptit Moh, tous deux anciens de Gnawa Diffusion , notamment au festival Oct-Loft jazz de Shenzhen, en Chine, et doit sortir avec celui-ci un album en février 2016,.

## Discographie
- 2001 : Ifrikya (Feldafing) (OCLC 928732731)
- 2004 : Chabiba (Label Sauvage) (OCLC 419754296)
- 2009 : Dawi (Naxos Digital Services/Intuition) (OCLC 704942309)
- 2010 : Yobadi avec Hamid Kasri (Accords Croises) (OCLC 714657747)
- 2014 : Jdid (JMS/Sphinx distribution) (OCLC 893823391)
- 20?? : Gnawi, avec safi, Gnawa Diffusion (OCLC 762385745)
- 20?? : El kolektor, avec Cheikh Sidi Bémol, Mugar (Beida) (OCLC 762385815)